# Lassie se vrača
Lassie se vrača je knjiga pisatelja Erica Knighta.
Knjiga govori o psici pasme škotski ovčar, ki jo mora družina zaradi revščine prodati. Prodajo jo bogatemu vojvodi, ki jo odpelje na svojo posest. Lassie mu nekajkrat uspe pobegniti in se znova vrača domov. Zato se vojvoda odloči in jo odpelje na svojo počitniško posest daleč stran na Škotsko, kjer jo želi čez nekaj mesecev pripraviti na pomembno razstavo ovčarjev. A psica je tako zvesta svojemu gospodarju, da znova pobegne od novega lastnika in se odpravi na dolgo in težavno potovanje nazaj v Angljijo. Med potovanjem premaga mnoge težke in nevarne ovire in se nazadnje le uspe vrniti k svoji ljubljeni družini.
Angleška beseda lassie je škotskega izvora in pomeni mlada, neporočena ženska.